# Klio Polska. Studia i Materiały z Dziejów Historiografii Polskiej
Klio Polska. Studia i Materiały z Dziejów Historiografii Polskiej – rocznik ukazujący się od 2015 roku w Warszawie. 
Wydawcą jest Instytut Historii PAN. Czasopismo stanowi kontynuację wcześniejszej serii Klio polska. Studia i materiały z dziejów historiografii polskiej po II wojnie światowej (łącznie, w latach 2004-2012, ukazało się 6 tomów). W czasopiśmie publikowane są rozprawy z zakresu dziejów polskiej historiografii XIX i XX wieku.
Redakcję Klio Polska tworzą: Andrzej Wierzbicki (redaktor naczelny), Zbigniew Romek (zastępca redaktora naczelnego), Marcin Wolniewicz (sekretarz), Katarzyna Błachowska, Adam Kożuchowski, Tomasz Ochinowski, Rafał Stobiecki, Anna Zalewska.
Czasopismo ukazuje się w referencyjnej wersji elektronicznej na zasadach open acces na licencji CC BY-ND.

## Tomy wydane w serii Klio Polska
- Klio polska. Studia i materiały z dziejów historiografii polskiej po II wojnie światowej, red. nauk. Andrzej Wierzbicki, Warszawa: Wydawnictwo Neriton - Instytut Historii PAN 2004.
- Klio polska. Studia i materiały z dziejów historiografii polskiej po II wojnie światowej 2, red. nauk. Andrzej Wierzbicki, Warszawa: Wydawnictwo Neriton - Instytut Historii PAN 2006.
- Klio polska. Studia i materiały z dziejów historiografii polskiej po II wojnie światowej 3, red. nauk. Andrzej Wierzbicki, Warszawa: Wydawnictwo Neriton - Instytut Historii PAN 2008.
- Klio polska. Studia i materiały z dziejów historiografii polskiej XIX-XX wieku 4, red. nauk. Andrzej Wierzbicki, Warszawa: Wydawnictwo Neriton - Instytut Historii Polskiej Akademii Nauk 2009.
- Klio polska. Studia i materiały z dziejów historiografii polskiej XIX-XX wieku 5, red. nauk. Andrzej Wierzbicki, Warszawa: Wydawnictwo Neriton - Instytut Historii Polskiej Akademii Nauk 2011.
- Klio polska. Studia i materiały z dziejów historiografii polskiej XIX-XX wieku 6, red. nauk. Andrzej Wierzbicki, Warszawa: Polskie Towarzystwo Historyczne 2012.